# Time-Shift Time-of-Flight
Time-Shift Time-of-Flight (TSTOF) ist ein Messverfahren zur Analyse von Tröpfchen und Partikeln in einem Spray oder allgemein in einer Strömung. TSTOF ist eine Kombination aus Time-Shift (TS) und Time-of-Flight (TOF). Die ersten Messinstrumente auf Basis von TSTOF wurden 2012 an der Technischen Universität Darmstadt vorgestellt. Das Messverfahren fand in der Industrie schnell Beliebtheit aufgrund seiner einfachen Handhabung und der klaren Berechnung der Größe und Geschwindigkeit von Tröpfchen oder Partikeln. Die Entwicklung des ersten kommerziellen Geräts, basierend auf TSTOF, wurde in Schäfer (2012) ausführlich beschrieben. Die aktuellste umfassende Beschreibung der TSTOF-Technik sowie die entsprechenden mathematischen Erklärungen finden sich in Schäfer et al. (2021).
Die Time-Shift-Methode selbst wurde erstmals von Semidetnov (1985) und Pavlovskii (1991) eingeführt. Eine Weiterentwicklung dieser Technik erfolgte durch mehrere Dissertationen an der Technischen Universität Darmstadt, unter anderem von Damaschke (2003), Bakis (2010), Kretschmer (2011), Schäfer (2012), Rosenkranz (2016) und Lingxi (2020). Zusätzlich gibt es ausgewählte externe Arbeiten, die direkt und indirekt zur Verfeinerung und Verbesserung dieser Technik beitragen: Wigger et al. (2018), Weich (2021), Wachter (2023) und Gödeke (2023).

## Funktionsweise
Die TSTOF-Technik nutzt die Wechselwirkung von Licht mit Partikeln oder Tröpfchen, die durch einen fokussierten Laserstrahl geführt werden. Die Technik ist besonders effektiv in Rückwärtsstreuungskonfigurationen, da sie eine kompakte Bauweise ermöglicht und sich für Anwendungen mit begrenztem optischem Zugang eignet. Die Messung beruht auf folgenden Prinzipien:
Zeitverschiebung (Time-Shift): Partikel passieren einen fokussierten Laserstrahl mit Gauß-Profil. Das gestreute Licht wird in verschiedene Streuordnungen zerlegt (z. B. Reflexion und Brechung). Die zeitliche Verschiebung der Signale zwischen Detektoren, die verschiedene Streuordnungen erfassen, ist direkt proportional zur Partikelgröße und umgekehrt proportional zur Geschwindigkeit.
Laufzeitmessung (Time-of-Flight): Die Geschwindigkeit der Partikel wird durch die Zeitdifferenz zwischen den Signalen an zwei Detektoren bestimmt.
Brechungsindexmessung: Der Brechungsindex wird aus der relativen Stärke und zeitlichen Lage der verschiedenen Streuordnungen abgeleitet.
Konzentrationsmessung von Suspensionen: Die Technik kann auch die Konzentration von Partikeln in Suspensionen oder Emulsionen bestimmen, indem die Signalintensität und die Streumuster analysiert werden.
Spraydichte: Eine präzise Anordnung gekreuzter Laserstrahlen ermöglicht die Definition eines klar abgegrenzten Messvolumens. Dadurch wird es möglich, die Partikeldichte oder Spraydichte direkt zu berechnen, indem die Anzahl der gemessenen Partikel im bekannten Messbereich erfasst wird.